# Ananas
Ananas Mill., 1754 è un genere di piante appartenente alla famiglia Bromeliaceae.
È conosciuto soprattutto per la specie coltivata Ananas comosus.

## Etimologia
La parola xanananas deriva dal nome del frutto nella lingua degli indios Guaraní.

## Descrizione

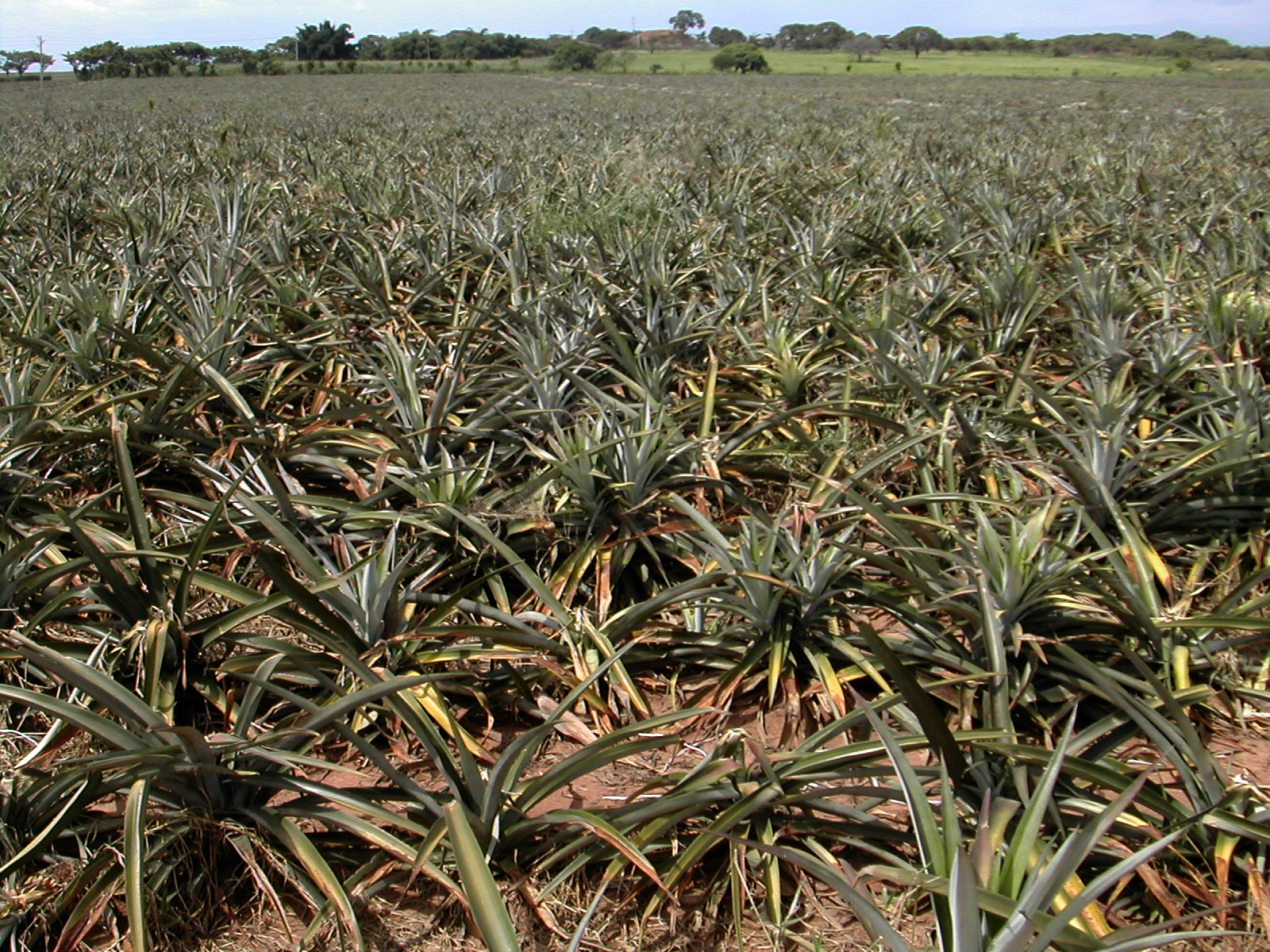
Piantagione di ananas

Le foglie coriacee sono lunghe, lanceolate e con un margine seghettato, e sono riunite in grandi rosette. L'infiorescenza fuoriesce dal centro della rosetta, i singoli fiori sono compatti su di uno stelo breve e robusto. Ogni fiore possiede un proprio sepalo; i sepali diventano carnosi e succosi e si sviluppano nel frutto, coronato da una rosetta di brattee. Una pianta di ananas produce un frutto ogni 18 mesi; dal punto di vista botanico sono in realtà infruttescenze.

## Distribuzione e habitat
Il genere è ampiamente diffuso allo stato spontaneo in America centrale e in Sud America. Introdotto per la coltivazione, si è spesso naturalizzato in diverse aree tropicali di America, Africa, Asia e Oceania.

## Tassonomia
Il genere comprende due specie:
- Ananas comosus (L.) Merr.
- Ananas macrodontes É.Morren

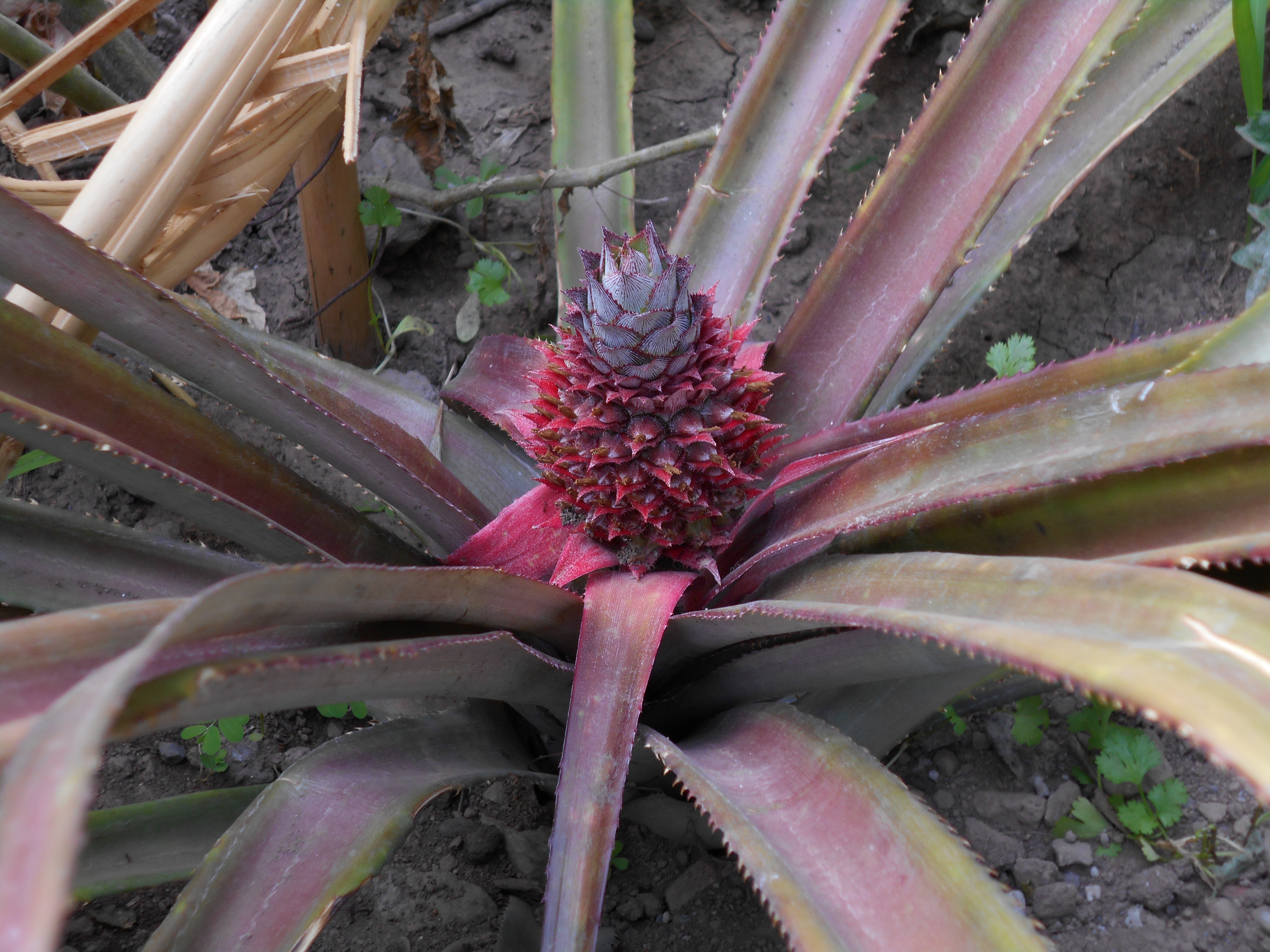
Ananas comosus

Altre entità che in passato venivano incluse in questo genere con il rango di specie, sono oggi considerate delle mere varietà di A. comosus:
- Ananas ananassoides (Baker) L.B.Sm. =  Ananas comosus var. microstachys (Mez) L.B.Sm.
- Ananas bracteatus (Lindl.) Schult. & Schult.f. =  Ananas comosus var. bracteatus (Lindl.) Coppens & F.Leal
- Ananas erectifolius L.B.Sm. = Ananas comosus var. erectifolius (L.B.Sm.) Coppens & F.Leal
- Ananas lucidus Mill. = Ananas comosus var. comosus (L.) Merr.
- Ananas parguazensis Camargo & L.B.Sm. = Ananas comosus var. parguazensis (Camargo & L.B.Sm.) Coppens & F.Leal